# Odinočka
Odinočka (in lingua russa Одиночка) è una città situata in Russia, nell'Oblast' di Arcangelo, più precisamente nel Primorskij rajon.